# アリゲイニー郡 (ニューヨーク州)
アリゲイニー郡（英: Allegany County）は、アメリカ合衆国ニューヨーク州の南西部に位置する郡である。2010年国勢調査での人口は48,946人であり、2000年の49,927人から2.0%減少した。郡庁所在地はベルモント村（人口969人）であり、同郡で人口最大の都市はウェルズビル村（人口4,679人）である。郡名はアレゲニー川に沿った道から採られており、元々はレナペ族インディアンの言葉から西ニューヨーク開拓者が名付けた。

## 歴史
- アリゲイニー郡は1806年4月7日に、ジェネシー郡から分離して設立された。当時の領域は1,570平方マイル (4,000 km2) あった。最初の郡庁所在地はアンジェリカにあり、半世紀以上続いた後で、現在のジェネシー川沿いにあるベルモントに移された[4]。
- 1808年3月11日、スチューベン郡から広さ230平方マイル (600 km2) の譲渡を受け[5]、逆にジェネシー郡には600平方マイル (1,600 km2) を渡すという調整が行われた[6]。この結果ジェネシー郡およびスチューベン郡との現郡境が確立された。郡域は約1,200平方マイル (3,100 km2) となった。
- 1812年6月12日、州議会が管理上の目的でカタラウガス郡をアリゲイニー郡に付設することとしたが、実際には付設されなかった[7]。 April 13, 1814年4月13日、カタラウガス郡の東半分が付設されたので、ベルモントから管理を行った[8]。この状態は1817年3月28日に終わった[9]。
- 1846年4月1日、ワイオミング郡設立のために120平方マイル (310 km2) を譲渡し、郡域が1,140平方マイル (3,000 km2) となり、ワイオミング郡との郡境が確定した[10]。
- 1846年5月11日、リビングストン郡設立のために50平方マイル (130 km2) を譲渡し、郡域が1,090平方マイル (2,800 km2) となり、ワイオミング郡との郡境の西部が確定した[11]。
- 1857年3月23日、さらにリビングストン郡にオシアンのある地域40平方マイル (100 km2) を渡し、現在の郡境が確定された[12]。

## 地理
アメリカ合衆国国勢調査局に拠れば、郡域全面積は1,034平方マイル (2,678 km2)であり、このうち陸地1,030平方マイル (2,668 km2)、水域は4平方マイル (10 km2)で水域率は0.41%である。
アリゲイニー郡ニューヨーク州南西部にあり、ペンシルベニア州境に接している。実際にはアレゲニー川に接していない。郡内最高地点はアルマ・ヒルであり、標高は2,548フィート (777 m) である。州内のキャッツキル山地より西では最高地点となる。州間高速道路86号線の最高地点はウェストアーモンドの町にあり、海抜2,110フィート (643 m) である。州内の州間高速道路では最高地点と考えられている。
ジェネシー川が郡を南北に二分している。1972年6月、ハリケーン・アグネスの名残がこの地域で停滞し、20インチ (500 mm) 以上の雨を降らせた。ウェルズビル、ベルモント、ベルファストなどの町で洪水が起きた。ジェネシー川はカヌー乗りに人気があり、コクチバス、マス、パンフィッシュも豊富に生息している。

### 主要高規格道路
- 州間高速道路86号線/ニューヨーク州道17号線（サザン・ティア・イクスプレスウェイ）
- ニューヨーク州道19号線
- ニューヨーク州道21号線
- ニューヨーク州道305号線
- ニューヨーク州道417号線

### 隣接する郡
- リビングストン郡 - 北東
- スチューベン郡 - 東
- ポッター郡 (ペンシルベニア州) - 南東
- マッキーン郡 (ペンシルベニア州) - 南西
- カタラウガス郡 - 西
- ワイオミング郡 - 北西

## 郡政府と政治
アリゲイニー郡は共和党支持の郡と考えられている。2004年アメリカ合衆国大統領選挙では、共和党のジョージ・W・ブッシュが63対34の比率で民主党のジョン・ケリーを制した。2008年では、共和党のジョン・マケインが民主党のバラク・オバマに対して59%対39%で郡を制した。過去170年間でアリゲイニー郡を制した民主党候補は1852年のフランクリン・ピアース および1964年のリンドン・B・ジョンソンの2回のみとなっている。2006年州知事選挙で当選した民主党エリオット・スピッツァーもアリゲイニー郡では48.98%しか取れず、共和党ジョン・ファソの49.03%に敗れた。同年のアメリカ合衆国上院議員選挙では、やはり当選した民主党ヒラリー・クリントンがアリゲイニー郡では3ポイント差で敗れた。2010年州知事選挙では、当選した民主党アンドリュー・クオモもアリゲイニー郡は大差で失い、同年のアメリカ合衆国上院議員選挙では、当選した民主党チャック・シューマーが、49.46% 対  48.86% という僅差で共和党ジェイ・タウンゼンドを制した。2012年のアメリカ合衆国上院議員選挙では、当選した民主党キルステン・ジルブランドが共和党ウェンディ・ロングに対して、州内で失った2郡の1つとなった。
ニューヨーク州議会下院では第147および第149選挙区に、上院では第57選挙区に入っている。アメリカ合衆国下院議員ではニューヨーク州第29選挙区に入っており、2013年時点では共和党員を選出している。この区のクック投票動向指数は共和党+5である。
アリゲイニー郡政府は議会の様式を採っており、議員は15人である。郡は5つの地区に分けられ、各地区から3人の議員が選ばれている。現在（2010年）の議会は共和党員14人、民主党員1人である。
郡内には29の町と10の村がある。州法で指定される市は無い。アーモンド村はアリゲイニー郡とスチューベン郡双方に跨っている。
オイルスプリングス居留地はセネカ族インディアン居留地であり、カタラウガス郡に跨り、広さは1平方マイル (2.6 km2) ある。これは1627年にフランシスコ会宣教師ジョセフ・デラ・ロッホ・ダリオンが書き止めていた有名な泉のある場所であり、北アメリカ大陸で最初に石油に言及した所だった。1927年、ニューヨーク州石油生産者協会がスポンサーになって記念碑を建立し、北アメリカ石油産業の歴史を書き止める場所とした。記念碑には小さな公園があり、駐車場と歩行者用橋がある。居留地の他の部分はキューバ湖沿いにコテージがあり、セネカ族がガソリンスタンドと森を運営している。

## 人口動態
以下は2000年国勢調査による人口統計データである。
| 基礎データ - 人口: 49,927人 - 世帯数: 18,009 世帯 - 家族数: 12,192 家族 - 人口密度: 19人/km2（48人/mi2） - 住居数: 24,505 軒 - 住居密度: 9軒/km2（24軒/mi2） 人種別人口構成 - 白人: 97.03% - アフリカン・アメリカン: 0.72% - ネイティブ・アメリカン: 0.28% - アジア人: 0.72% - その他の人種: 0.37% - 混血: 0.88% - ヒスパニック・ラテン系: 0.91% 先祖による構成 - ドイツ系：22.3% - イギリス系：16.6% - アイルランド系：13.8% - アメリカ人：11.9% - イタリア系：7.0% 言語による構成 - 英語：96.5% - スペイン語：1.3% 年齢別人口構成 - 18歳未満: 24.4% - 18-24歳: 15.5% - 25-44歳: 23.9% - 45-64歳: 22.2% - 65歳以上: 14.0% - 年齢の中央値: 35歳 - 性比（女性100人あたり男性の人口） - 総人口: 99.8 - 18歳以上: 98.1 | 世帯と家族（対世帯数） - 18歳未満の子供がいる: 31.5% - 結婚・同居している夫婦: 54.2% - 未婚・離婚・死別女性が世帯主: 9.0% - 非家族世帯: 32.3% - 単身世帯: 26.0% - 65歳以上の老人1人暮らし: 11.3% - 平均構成人数 - 世帯: 2.53人 - 家族: 3.04人 収入と家計 - 収入の中央値 - 世帯: 32,106米ドル - 家族: 38,580米ドル - 性別 - 男性: 30,401米ドル - 女性: 21,466米ドル - 人口1人あたり収入: 14,975米ドル - 貧困線以下 - 対人口: 15.5% - 対家族数: 10.5% - 18歳未満: 19.2% - 65歳以上: 7.5% |

## 町と村
| - アルフレッド村 - アルフレッド町 - アレン町 - アルマ町 - アーモンド村 - アーモンド町 - アミティ町 - アンドーバー村 - アンドーバー町 - アンジェリカ村 - アンジェリカ町 - ベルファスト町 - ベルモント村 - バーズオール町 - ブラッククリーク（ハムレット） | - ボリバー村 - ボリバー町 - バーンズ町 - カナセラガ村 - カナセラガ町 - センタービル町 - クラークスビル町 - キューバ村 - キューバ町 - フィルモア（ハムレット） - フレンドシップ町 - ジェネシー町 - グレンジャー町 - グローブ町 - ヒュートン（ハムレット） | - ヒューム町 - インディペンデンス町 - ニューハドソン町 - リッチバーグ村 - ラシュフォード町 - シオマリ - スタナーズ（ハムレット） - スウェイン（ハムレット） - ウォード町 - ウェルズビル村 - ウェルズビル町 - ウェストアーモンド町 - ウィリング町 - ワート町 |

### インディアン居留地
- オイルスプリングス居留地（部分）

## 特記事項
アリゲイニー郡の綴りは "Allegany" であり、メリーランド州とニューヨーク州では同じだが、ペンシルベニア州では "Allegheny" となっている。バージニア州とノースカロライナ州では "Alleghany" であり、微妙に異なる。

## 教育
郡内の高等教育機関としては、アルフレッド大学、アルフレッド州立カレッジ、ヒュートン・カレッジがある。